# Кубок Шпенглера 1941
Кубок Шпенглера 1941 — 17-й турнір Кубок Шпенглера, що проходив у швейцарському місті Давос в період з 29 грудня по 31 грудня 1941 року.
Результати:
29.12.1941  «Давос» —  Лозанна — 14:2 (3:0,5:1,6:1)
30.12.1941  СК Берлін —  Лозанна — 2:0 (1:0,1:0,0:0)
31.12.1941  «Давос» —   СК Берлін — 9:0 (4:0,3:0,2:0)
Підсумкова таблиця:
1. «Давос»
2. СК Берлін
3. Лозанна.